# ロジニャーノ・マリッティモ
ロジニャーノ・マリッティモ(伊: Rosignano Marittimo)は、イタリア共和国トスカーナ州リヴォルノ県にある、人口約30,000人の基礎自治体（コムーネ）。

## 地理

### 位置・広がり

#### 隣接コムーネ
隣接するコムーネは以下の通り。括弧内のPIはピサ県所属を示す。
- カステッリーナ・マリッティマ (PI)
- チェーチナ
- コッレサルヴェッティ
- リヴォルノ
- オルチャーノ・ピザーノ (PI)
- サンタ・ルーチェ (PI)

### 気候分類・地震分類
ロジニャーノ・マリッティモにおけるイタリアの気候分類 (it) および度日は、zona D, 1640 GGである。
また、イタリアの地震リスク階級 (it) では、zona 3 (sismicità bassa) に分類される。

## 行政

### 分離集落
ロジニャーノ・マリッティモには、以下の分離集落（フラツィオーネ）がある。
- Castelnuovo della Misericordia, Castiglioncello, Gabbro, La Mazzanta, Nibbiaia, Rosignano Solvay, Vada

## 姉妹都市
- シャンピニー＝シュル＝マルヌ、フランス
- パルドゥビツェ、チェコ
- Musselburgh、イギリス
- Zug、サハラ・アラブ民主共和国